# Finnischer Fußballpokal 1964
Der Finnische Fußballpokal 1964 (finnisch Suomen Cup 1964) war die zehnte Austragung des finnischen Pokalwettbewerbs. Er wurde vom finnischen Fußballverband ausgetragen. Das Finale fand am 18. Oktober 1964 im Olympiastadion Helsinki statt. 
Pokalsieger wurde Lahden Reipas. Das Team setzte sich im Finale gegen Lappeenrannan Pallo mit 1:0 durch und qualifizierte sich damit für den Europapokal der Pokalsieger. Titelverteidiger Haka Valkeakoski war im Halbfinale gegen den späteren Sieger Lahden Reipas ausgeschieden.
Alle Begegnungen wurden in einem Spiel ausgetragen. Bei unentschiedenem Ausgang wurde das Spiel um zweimal 15 Minuten verlängert. Stand danach kein Sieger fest,  wurde das Spiel auf des Gegners Platz wiederholt. Bis zur 3. Runde hatten unterklassige Teams Heimrecht.

## Teilnehmende Teams
Für die erste Hauptrunde waren 40 Vereine der ersten und zweiten Liga direkt qualifiziert. Dazu kamen 24 Mannschaften der dritten und vierten Liga, die nach drei Qualifikationsrunden startberechtigt waren.
| Veikkausliiga (11) | Ykkönen Ost (11) | Ykkönen West (10) | Ykkönen Nord (8) |
| --- | --- | --- | --- |
| - Gamlakarleby BK - Haka Valkeakoski - HJK Helsinki - Helsingfors IFK - Helsingin Palloseura - Ilves-Kissat Tampere - Kronohagens IF - Kotkan Työväen Palloilijat - Kuopion PS - Lahden Reipas - Mikkelin Pallo-Kissat | - Hämeenlinnan Pallokerho - Helsingin Pallo-Pojat - Herttoniemen Urheilijat - Jämsänkosken Ilves - Joensuun Palloseura - Käpylän Urheilu-Veikot - Kotkan Jäntevä - Kuusankosken Puhti - Upon Pallo Lahti - Mikkelin Palloilijat - Sudet Kouvola | - Hangö IK - Iirot Rauma - Kalevan Pallo-Pojat - RU-38 Pori - Tampereen Kisa-Toverit - TaPa Tampere - Tampereen Pallo-Veikot - Turku PS - Turun Toverit - Turun Weikot | - Kokkolan Palloveikot - Lapuan Virkiä - Rovaniemi PS - Seinäjoen Sisu - Oulun Palloseura - Oulun Työväen Palloilijat - Vaasan PS - Vasa IFK |
| Maakuntasarja (18) | Maakuntasarja (18) | Maakuntasarja (18) | Aluesarja (6) |
| - IF Drott - Drumsö IK Lauttasaari - Imatran Pallo-Salamat - Joensuun Pelitoverit - Kajaanin Reipas - BK-46 Karis | - Kuopion Pallotoverit - Lahden Palloseura - Lappeenrannan Pallo - Malmin Palloseura - Pallo-Sepot 44 - Porin Karhut | - Porvoon Akilles - Riihimäen Palloseura - Rovaniemen Pallo - Turun Pyrkivä - Turun Teräs - VPV Vaasa                                                                  | - Haapamäen Pallo-Pojat - Hermannin Pallo - Kyminlinnan Väkinäiset - Lamminpään Korpi - Leppävaaran Pallo - Oulun Tarmo                      |

## 1. Runde
|                           | Ergebnis  |                            |
| ------------------------- | --------- | -------------------------- |
| Turun Teräs               | 3:1       | Turun Weikot               |
| Imatran Pallo-Salamat     | 1:2       | Lahden Reipas              |
| Rovaniemen Pallo          | kampflos  | Kokkolan Palloveikot       |
| Oulun Tarmo               | 1:7       | Rovaniemi PS               |
| Tampereen Pallo-Veikot    | 1:0       | Iirot Rauma                |
| Turku PS                  | 3:2       | Helsingin Palloseura       |
| VPV Vaasa                 | 2:3       | Seinäjoen Sisu             |
| Lapuan Virkiä             | 3:5       | Gamlakarleby BK            |
| Turun Toverit             | 1:2       | Helsingin Pallo-Pojat      |
| Kalevan Pallo-Pojat       | 0:6       | Haka Valkeakoski           |
| Haapamäen Pallo-Pojat     | 2:4       | IF Drott                   |
| Vaasan PS                 | 1:3       | Oulun Palloseura           |
| Kotkan Jäntevä            | 3:1       | Sudet Kouvola              |
| Lamminpään Korpi          | 1:2       | Ilves-Kissat Tampere       |
| Kyminlinnan Väkinäiset    | 4:2       | Hämeenlinnan Pallokerho    |
| Joensuun Palloseura       | 0:2       | Kotkan Työväen Palloilijat |
| Porin Karhut              | 5:1       | Käpylän Urheilu-Veikot     |
| Hangö IK                  | 1:4       | Upon Pallo Lahti           |
| Mikkelin Palloilijat      | 2:2 n. V. | Kuopion PS                 |
| Porvoon Akilles           | 2:3       | Helsingfors IFK            |
| Lappeenrannan Pallo       | 1:1 n. V. | Mikkelin Pallo-Kissat      |
| Kuopion Pallotoverit      | 2:2 n. V. | Jämsänkosken Ilves         |
| Leppävaaran Pallo         | 4:1       | Pallo-Sepot 44             |
| Lahden Palloseura         | 3:1       | Kronohagens IF             |
| Hermannin Pallo           | 3:4       | Turun Pyrkivä              |
| RU-38 Pori                | 3:4       | HJK Helsinki               |
| Riihimäen Palloseura      | 0:2       | TaPa Tampere               |
| BK-46 Karis               | 2:3 n. V. | Tampereen Kisa-Toverit     |
| Drumsö IK Lauttasaari     | 4:2       | Kuusankosken Puhti         |
| Malmin Palloseura         | 5:5 n. V. | Herttoniemen Urheilijat    |
| Joensuun Pelitoverit      | 2:3       | Kajaanin Reipas            |
| Oulun Työväen Palloilijat | 4:1       | Vasa IFK                   |

### Wiederholungsspiele
|                         | Ergebnis |                      |
| ----------------------- | -------- | -------------------- |
| Kuopion PS              | 2:0      | Mikkelin Palloilijat |
| Mikkelin Pallo-Kissat   | 0:4      | Lappeenrannan Pallo  |
| Jämsänkosken Ilves      | kampflos | Kuopion Pallotoverit |
| Herttoniemen Urheilijat | 4:3      | Malmin Palloseura    |

## 2. Runde
|                        | Ergebnis |                            |
| ---------------------- | -------- | -------------------------- |
| Turun Teräs            | 2:4      | Lahden Reipas              |
| Rovaniemen Pallo       | 1:4      | Rovaniemi PS               |
| Tampereen Pallo-Veikot | 0:2      | Turku PS                   |
| Seinäjoen Sisu         | 3:6      | Gamlakarleby BK            |
| Helsingin Pallo-Pojat  | 1:3      | Haka Valkeakoski           |
| IF Drott               | 0:1      | Oulun Palloseura           |
| Kotkan Jäntevä         | 2:3      | Ilves-Kissat Tampere       |
| Kyminlinnan Väkinäiset | 1:2      | Kotkan Työväen Palloilijat |
| Porin Karhut           | 0:3      | Upon Pallo Lahti           |
| Kuopion PS             | 0:1      | Helsingfors IFK            |
| Lappeenrannan Pallo    | 4:2      | Jämsänkosken Ilves         |
| Leppävaaran Pallo      | 2:8      | Lahden Palloseura          |
| Turun Pyrkivä          | 1:8      | HJK Helsinki               |
| TaPa Tampere           | 4:6      | Tampereen Kisa-Toverit     |
| Drumsö IK Lauttasaari  | 1:4      | Herttoniemen Urheilijat    |
| Kajaanin Reipas        | 1:5      | Oulun Työväen Palloilijat  |

## 3. Runde
|                         | Ergebnis  |                            |
| ----------------------- | --------- | -------------------------- |
| Lahden Reipas           | 3:1       | Rovaniemi PS               |
| Turku PS                | 3:0 n. V. | Gamlakarleby BK            |
| Haka Valkeakoski        | 3:1       | Oulun Palloseura           |
| Ilves-Kissat Tampere    | 0:1       | Kotkan Työväen Palloilijat |
| Upon Pallo Lahti        | 0:1       | Helsingfors IFK            |
| Lappeenrannan Pallo     | 3:2       | Lahden Palloseura          |
| HJK Helsinki            | 6:0       | Tampereen Kisa-Toverit     |
| Herttoniemen Urheilijat | 2:7       | Oulun Työväen Palloilijat  |

## Viertelfinale
|                  | Ergebnis |                            |
| ---------------- | -------- | -------------------------- |
| Lahden Reipas    | 4:1      | Turku PS                   |
| Haka Valkeakoski | 4:1      | Kotkan Työväen Palloilijat |
| Helsingfors IFK  | 1:5      | Lappeenrannan Pallo        |
| HJK Helsinki     | 1:2      | Oulun Työväen Palloilijat  |

## Halbfinale
|                     | Ergebnis |                           |
| ------------------- | -------- | ------------------------- |
| Lahden Reipas       | 2:1      | Haka Valkeakoski          |
| Lappeenrannan Pallo | 5:0      | Oulun Työväen Palloilijat |

## Finale
| Paarung       | Lahden Reipas – Lappeenrannan Pallo |
| Ergebnis      | 1:0 (0:0) |
| Datum         | 18. Oktober 1964 |
| Stadion       | Olympiastadion, Helsinki |
| Zuschauer     | 4.837 |
| Tore          | 1:0 Martti Hyvärinen (89.) |
| Lahden Reipas | Risto Remes – Sakari Pihlamo, Raimo Piira, Timo Kautonen – Matti Haahti, Olli Heinonen, Keijo Voutilainen – Olavi Litmanen, Martti Hyvärinen, Kari Talsi, Semi Nuoranen. |